# Wohnsitzarzt
Unter Wohnsitzarzt versteht man in Österreich alle Ärzte, die weder bei einem Dienstgeber beschäftigt noch niedergelassen sind.
Der Begriff ist im § 47 Ärztegesetz definiert:

„Zur selbständigen Berufsausübung berechtigte Ärzte, die ausschließlich solche wiederkehrende ärztliche Tätigkeiten auszuüben beabsichtigen, die weder eine Ordinationsstätte erfordern noch in einem Angestelltenverhältnis ausgeübt werden.“

Zu den Wohnsitzärzten rechnet man folgende Arbeitsprofile:
- Praxisvertretung (Ordinationsvertretung)
- Werkvertragstätigkeit:
  - Schularzt
  - Kurarzt
  - Betriebsarzt
- Ärztliche Tätigkeiten auf Honorarbasis
- Ärztefunkdienst
- Gutachtertätigkeiten (theoretische Gutachten):
  - Umweltarzt

Ärzte mit Ordination oder Anstellung sind prinzipiell berechtigt, diese Tätigkeiten auszuführen. Ärzte mit abgeschlossener Ausbildung zum Arzt für Allgemeinmedizin oder Facharzt, die aber weder eine Praxis (als eigener Berufssitz) eröffnen, noch ein Dienstverhältnis eingehen wollen, müssen sich zur Berufsausübung speziell als Wohnsitzarzt eintragen lassen. Die Anmeldung erfolgt über die Österreichische Ärztekammer (im Wege der Landesärztekammer des Wohnsitzes).

## Nachweise
- Wohnsitzarzt / Wohnsitzärztin, Ärztekammer Wien, aekwien.at » Ärztliche Tätigkeit » Weitere Tätigkeiten, abgerufen am 30. Juli 2014.
- Raiffeisenbank (Hrsg.): Fahrplan für die Praxisgründung, o.n.A., Abschnitt Formen der Selbstständigkeit und Zusammenarbeit: Weitere Formen der beruflichen Tätigkeit für Ärzte, S. 11 (pdf, lbg.at).